# König Leopolds Selbstgespräch
König Leopolds Selbstgespräch (Original: King Leopold’s Soliloquy – A Defense of His Congo Rule) ist eine 1905 veröffentlichte Streitschrift des US-amerikanischen Schriftstellers Mark Twain. 

## Inhalt

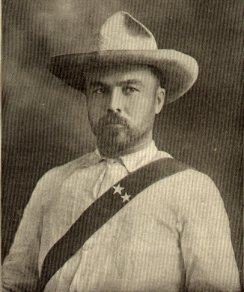
Frederick Funstons Ehrung als Kriegsheld wurde von Mark Twain scharf kritisiert

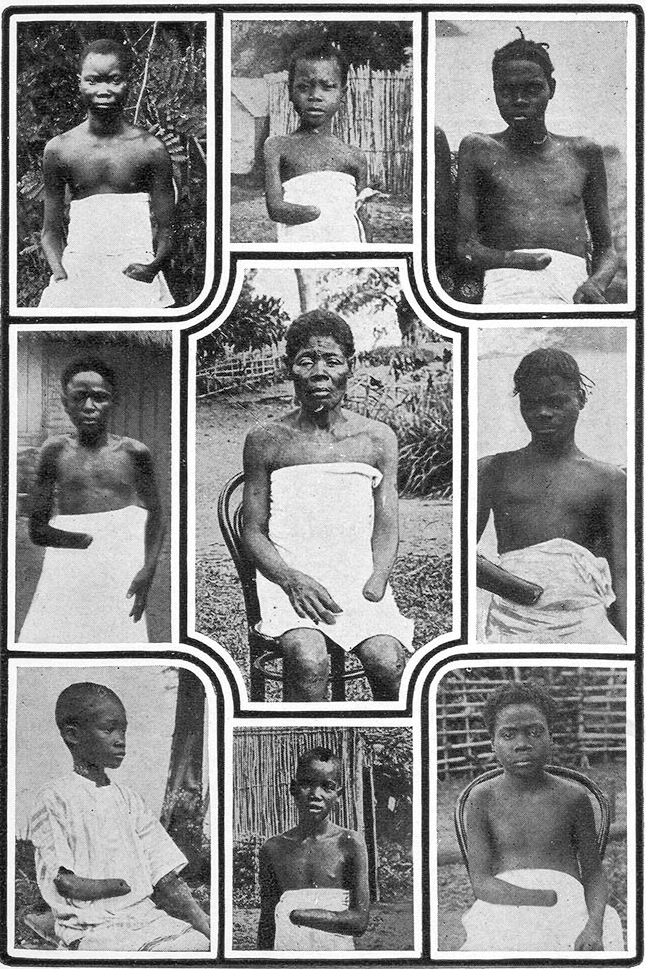
In der Ausgabe von 1905 enthaltene Darstellung verstümmelter Kongolesen unter der Herrschaft König Leopolds

Obwohl King Leopold’s Soliloquy titelgebend war, ist es in späteren Veröffentlichungen um diverse Essays, Berichte und Skizzen Twains zur Rolle der USA in verschiedenen aktuell-politischen Themen der Jahrhundertwende ergänzt worden:
- Eine Rechtfertigung General Funstons (1902) – Kritik an falschen Patriotismus-Vorstellungen und unehrenhafter Vorgehensweise im Philippinischen Krieg
- Die Moro-„Schlacht“ (1906) – Kritik an US-amerikanischen Kriegsverbrechen des Generals Leonard Wood im Philippinischen Krieg
- Das Kriegsgebet (1905/1916) – Kritik an der Unterstützung von Angriffskriegen durch Geistliche
- An den, der da sitzt in der Finsternis und An meine Kritiker aus Missionarskreisen (1901) – Kritik an Raubzügen US-amerikanischer Missionare in China nach dem Boxeraufstand
- Das Selbstgespräch des Zaren (1890/1905) – Empörung über die russische Verbannungspolitik nach Sibirien und Verhöhnung des Zaren nach dem Petersburger Blutsonntag
- König Leopolds Selbstgespräch (1905) – sarkastisch-zynisch-ironische Kritik an den Kongogräueln und der US-amerikanischen Unterstützung für Leopolds Völkermord
- Über die Juden (1899) – Gedanken über Antisemitismus in Österreich-Ungarn und Frankreich (Dreyfus-Affäre)
- Die Vereinigten Lyncherstaaten (1901) – Anklage gegen Rassenhass in den USA
- Maisbrotüberzeugungen (1900) – Gedanken über Wahlkampf und individuelle Anpassung
- Wir brauchen Zivilcourage (?) – Gedanken über fehlenden Charakterwandel der Menschheit
- Ein merkwürdiges Stück Geschichte (1894) – Gedanken über Abolitionismus
- Brief an die Erde (1910) – Gedanken über den „Himmlischen Archivar“
- Der Wendepunkt meines Lebens (?) – Ansichten über Ursachen und Wirkung persönlicher Entwicklungen
- Was ist der Mensch (1906) – pessimistischer Dialog über Wesen und Bestimmung des Menschen, die längste der in diesem Buch enthaltenen Sachgeschichten
- Das niederste Tier (1896) – Gedanken über Patriotismus, Religion und Menschlichkeit

## König Leopolds Selbstgespräch
Die zur Lenkung der Öffentlichkeit auf die Kongogräuel verfasste Streitschrift ist eine Vermengung von Zeugenaussagen, Missionarsberichten, Statistiken und Zeitungsmeldungen, über die sich der den Kongo-Freistaat beherrschende Leopold II., König der Belgier in einem fiktiven Monolog ärgert. Twain forderte schließlich einen internationalen Gerichtshof, der Leopold wegen seiner Verbrechen zum Tode durch Hängen verurteilen solle.

## Deutsche Veröffentlichungen
2014 erschien König Leopolds Selbstgespräch als Teil der von Peter Priskil herausgegebenen Sammlung Der unbekannte Mark Twain im Ahriman Verlag. Zuvor war König Leopolds Selbstgespräch im deutschen Sprachraum nur in der DDR veröffentlicht worden: 1961 erschien im Tribüne-Verlag eine von Stefan Heym verfasste Übersetzung mit einem Vorwort des Übersetzers. Im Jahr 1967 brachte der Aufbau-Verlag mit dem gleichen Titelbild eine von Ana Maria Brock übersetzte Variante heraus. Statt des Vorworts von Stefan Heym enthielt diese Auflage (und eine zweite Auflage 1979) ein Nachwort des Amerikanisten Karl-Heinz Schönfelder.